# Vălenii de Munte
Pour les articles homonymes, voir Văleni.
Vălenii de Munte est une ville roumaine du județ de Prahova, dans la région historique de Valachie et dans la région de développement du Sud.

## Géographie
La ville de Vălenii de Munte est située dans le centre-nord du județ, en Munténie (Grande Valachie), sur la rive droite de la Teleajen, dans les collines subcarpathiques, à 27 km au nord de Ploiești, le chef-lieu du județ.

## Histoire
La première mention écrite de la ville date de 1431.
De sa création en 1781 à sa disparition en 1845, Vălenii de Munte a été le chef-lieu du județ de Săcuieni qui a été partagé à cette dernière date entre le județ de Prahova nouvellement créé et le județ de BUzău.
En 1907, le grand historien roumain Nicolae Iorga s'installe à Vălenii de Munte et y fonde en 1908 l'Université Populaire.

## Politique
Le Conseil Municipal de Vălenii de Munte compte 17 sièges de conseillers municipaux. À l'issue des élections municipales de juin 2008, Mircea Nițu (PSD) a été élu maire de la commune.
| Parti                             | Nombre de conseillers |
| --------------------------------- | --------------------- |
| Parti social-démocrate (PSD)      | 6                     |
| Parti démocrate-libéral (PD-L)    | 5                     |
| Parti national libéral (PNL)      | 3                     |
| Parti national démocrate-chrétien | 2                     |
| Candidat indépendant              | 1                     |

## Religions
En 2002, la composition religieuse de la commune était la suivante :
- Chrétiens orthodoxes, 96,26 % ;
- Pentecôtistes, 1,50 % ;
- Adventistes du septième jour, 0,69 % ;
- Chrétiens évangéliques, 0,98 % ;
- Baptistes, 0,39 %.

## Démographie
En 2002, la commune comptait 13 207 Roumains (99,23 %) et 77 Tsiganes (0,57 %).
| 1912  | 1930  | 1948  | 1956  | 1966  | 1977   | 1992   | 2002   | 2007   |
| ----- | ----- | ----- | ----- | ----- | ------ | ------ | ------ | ------ |
| 3 704 | 4 237 | 4 495 | 5 472 | 7 380 | 10 508 | 13 689 | 13 309 | 13 527 |

## Économie
L'économie de la commune repose sur les activités industrielles (conserves alimentaires, transports) et commerciales.

## Médias
Le journal Vălenii est imprimé à Vălenii de Munte.

## Éducation
Une antenne de l'Université Écologique de Bucarest et une autre de l'Université Titu Maiorescu sont implantées à Vălenii de Munte.

## Communications

### Routes
Vălenii de Munte est située sur la route nationale DN1A Ploiești-Săcele-Brașov.

### Voies ferrées
La ville est desservie par la ligne de chemin de fer Ploiești-Măneciu.

## Lieux et monuments

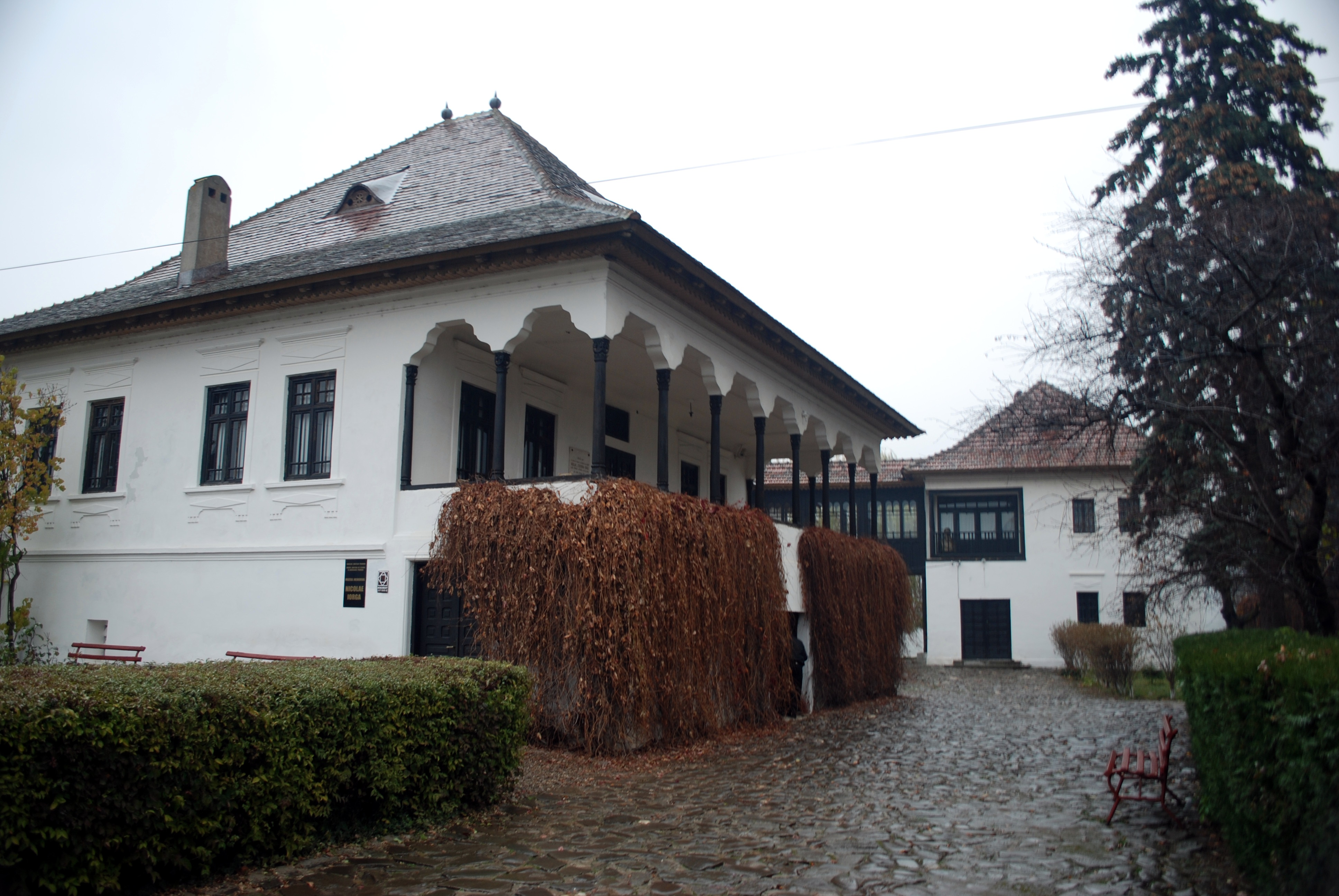
La maison de Nicolae Iorga

- Maison-musée de Nicolae Iorga, installée dans l'ancienne demeure de l'historien.
- Musée ethnographique Valea Teleajenului.
- Église de l'Assomption de la Vierge de 1680, construite sur la volonté du prince de Valachie Șerban Ier Cantacuzino.
- Église de Bervoiești de 1726.
- Auberge La Barriera, démontée de Vălenii et installée au Musée National Dimitrie Gusti de Bucarest.

## Personnalités
- Nicolae Iorga, qui y possédait une résidence secondaire, aujourd'hui un musée.
- Nicolae Tonitza et Toma Gh. Tomescu, deux peintres qui ont résidé dans cette ville.
- Nicolae Labiș (1935-1956), poète.
- Miron Radu Paraschivescu (poète)

## Jumelages
- Eaubonne (France)
- Cimișlia (Moldavie)
- Sarandë (Albanie)